# الشفوت

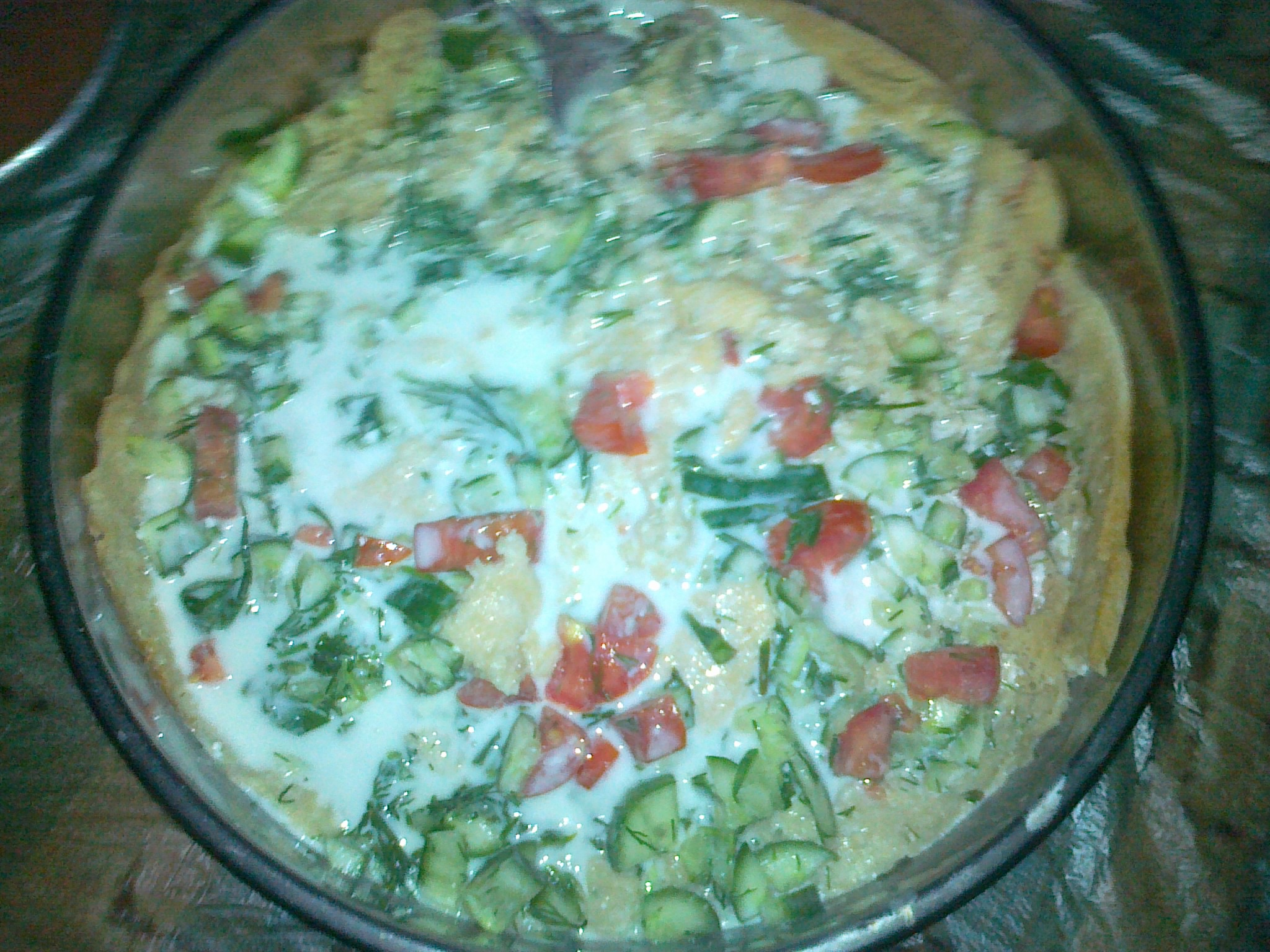
الشفوت العادي مع الخضار

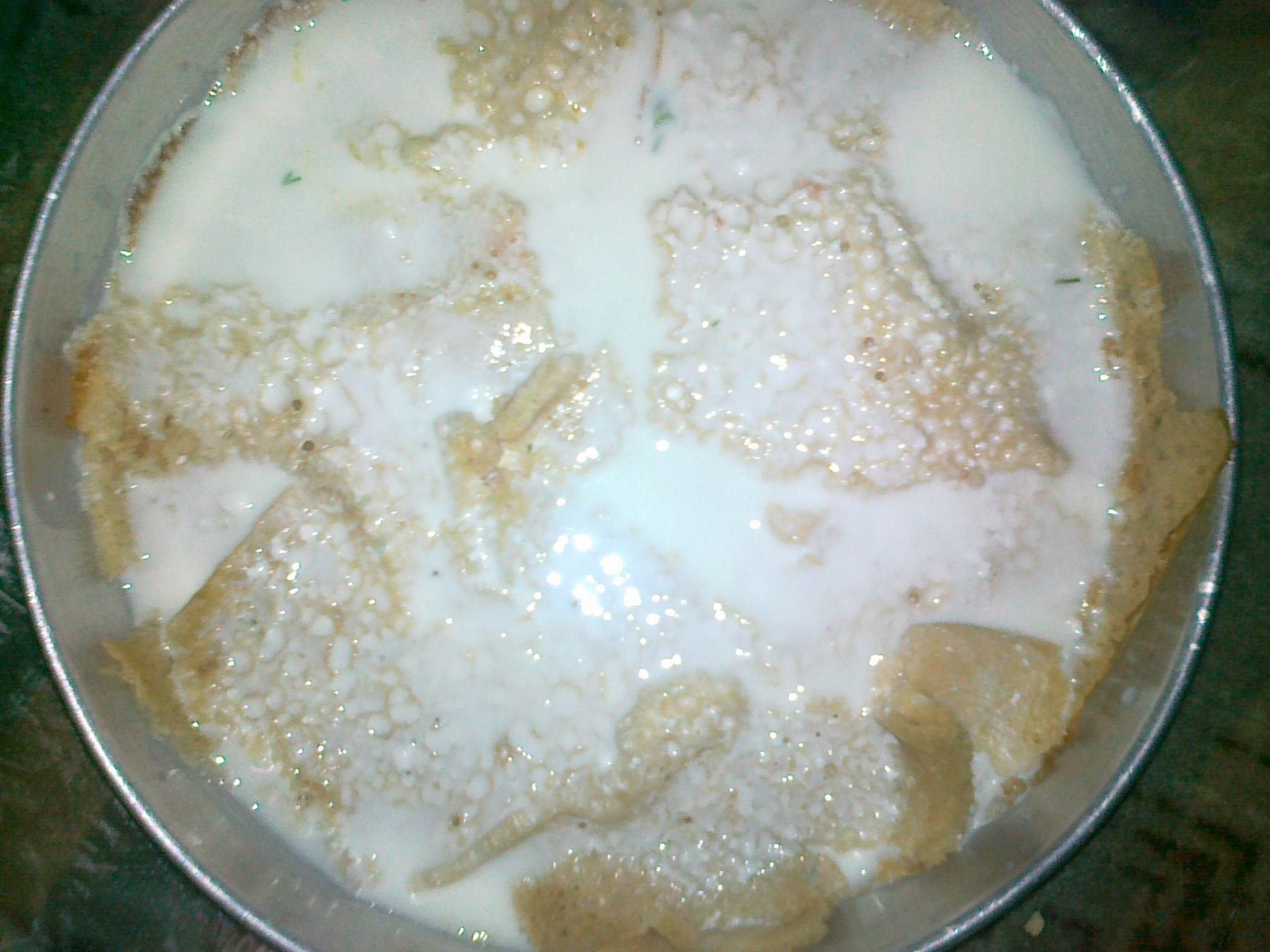
عادي

الشفوت هي وجبة تشتهر بها اليمن دون غيرها في تحضيرها وتناولها وتتكون من الخبز الرقيق يسمى اللحوح يفرش في صحن ثم توضع عليها عدة خبزات أخرى، حوالي من 5 إلى 7، ثم يسكب عليها بعض اللبن المضاف إليه مقادير مناسبة من البهارات والتوابل والفلفل والكزبرة والكمون والثوم ويقطع عليه الخيار ويوضع الكراث والطماطم عليه ويزين بسلطة من الخضار غالباً من الخيار والطماطم والخس والكزبرة الخضراء وأحياناً بدلا عن السلطة حبيبات الرمان ثم يبرد تبريد خفيف لتنقع الخبز بالمكونات مع اللبن ويقدم طبقاً شهياً مع باقي أطباق سفرة الغداء أو العشاء  وخصوصاً افطاراً للصائمين في شهر رمضان تقدم بارده.